# Кілик Антон Юрійович
Кілик Антон Юрійович (нар. 16 червня 1994 року, Україна) — український футболіст, захисник. Вихованець кіровоградського футболу, грав за юнацькі команди ДЮСШ-2 Кіровоград і Легіон Кіровоград.